# Agonie (filmmuziek)
Agonie (foltering of doodsstrijd) is muziek die Alfred Schnittke componeerde bij de Russische gelijknamige tweedelige film van Elem Klimov. De film behandelt de invloed die Grigori Raspoetin had op de tsaar Nicolaas II van Rusland en de uiteindelijke moord op de monnik. De monnik zou een losbandig leven voorstaan en zo klinkt de muziek dan ook. Het is lichte dansmuziek met een sinistere ondertoon, een vergelijking met de lichte muziek van Dmitri Sjostakovitsj dringt zich op. Delen van de muziek werden later gerecycled naar de "gewone" composities van Schnittke. De keus de muziek te schrijven voor deze film bleek niet een gelukkige. De Sovjet-autoriteiten keurden de films af en de muziek werd vernietigd. In 1987 vond een reconstructie plaats, waarna de suite zijn weg naar het publiek vond met een première in Hamburg, de plaats waar de componist toen woonde

## Delen
1. Einleitung
2. Walzer
3. Tango
4. Finale

## Bron en discografie
- Uitgave CPO; Rundfunk-Sinfonieorchester Berlin o.l.v. Frank Strobel